# شاطر (ماكو)
شاطر هي قرية في مقاطعة ماكو، إيران. يقدر عدد سكانها بـ 95 نسمة بحسب إحصاء 2016.